# Patrick Calhoun
Patrick Calhoun (Clemson, 21 de marzo de 1856-Pasadena, 16 de junio de 1943) fue un empresario y millonario estadounidense. Era nieto de John C. Calhoun y Floride Calhoun, y bisnieto de su tocayo Patrick Calhoun. Es más conocido como magnate del ferrocarril de finales del siglo XIX y como el fundador de Euclid Heights, Ohio.

## Biografía
Nació en Fort Hill, la finca de su abuelo, John C. Calhoun, ubicada cerca de Clemson, Carolina del Sur. Fue hijo de Andrew Pickens Calhoun y Margaret Maria (de soltera, Green), y era el menor de seis hijos. Su abuelo materno, Duff Green, era un importante empresario de Carolina del Sur que había sido un patrocinador financiero de John C. Calhoun al principio de la carrera política de Calhoun.
Patrick recibió su educación en escuelas rurales locales alrededor de Clemson. Su vida cambió drásticamente en 1865. La derrota de la Confederación dejó a Andrew P. Calhoun, un rico plantador de algodón, en la ruina financiera. Andrew falleció repentinamente el 16 de marzo de 1865. Patrick pasó los siguientes cinco años trabajando en la granja de su familia en Fort Hill y leyendo mucho en la biblioteca de su padre.
Patrick se fue de casa en 1871 y viajó a Dalton, Georgia a la casa de su abuelo, Duff Green. Un familiar pagó el costo de su único año de educación secundaria. Estudió derecho a partir de entonces bajo la tutela de su abuelo y fue admitido en el Colegio de Abogados de Georgia. Se mudó al año siguiente a St. Louis, Misuri y fue admitido en el Colegio de Abogados de Misuri. Sufrió un grave problema de salud después de un año, y se fue a vivir a la granja en Arkansas de su hermano, John C. Calhoun II. Un abogado de Atlanta, Georgia le ofreció una sociedad en 1878 si se mudaba a Atlanta. Esta asociación fue muy breve, y posteriormente fundó el bufete de abogados Calhoun, King & Spalding, centrándose en el derecho corporativo. Calhoun usó sus ganancias para fundar Calhoun Land Company (que invirtió en la producción de algodón en el valle de Misisipi); comprar extensos inmuebles en Georgia, Carolina del Sur y Texas; e invertir o comprar acciones en manufactura, minería, petróleo y ferrocarriles.
En 1884, Calhoun fue nombrado asesor legal de Central Rail Road and Banking Company of Georgia. Formó un sindicato de inversores en 1886 y obtuvo el control de Richmond and West Point Terminal Railway and Warehouse Company. Fue derrocado por un golpe corporativo similar en 1893, pero la compañía quebró dos años más tarde y Calhoun actuó como agente de J. P. Morgan en la compra del ferrocarril y su integración en el Ferrocarril del Sur.
Muy interesado en las finanzas después de esta experiencia, Calhoun dejó su práctica legal en 1896 y se convirtió en financiero empresarial. Sus principales patrocinadores fueron los bancos de inversión de Alex. Brown & Sons, Brown Bros. & Co., y Maryland Trust Company. Invirtió mucho en ferrocarriles urbanos, dirigiendo o reorganizando sistemas en Baltimore, Maryland, Filadelfia, Pensilvania y St. Louis. Calhoun se mudó en 1896 a Cleveland, Ohio, donde compró 300 acres (1 214 058 m²) de terreno boscoso en el este de la ciudad. Allí comenzó el desarrollo de esa tierra en una nueva comunidad planificada para las clases altas, y lo llamó Euclid Heights.

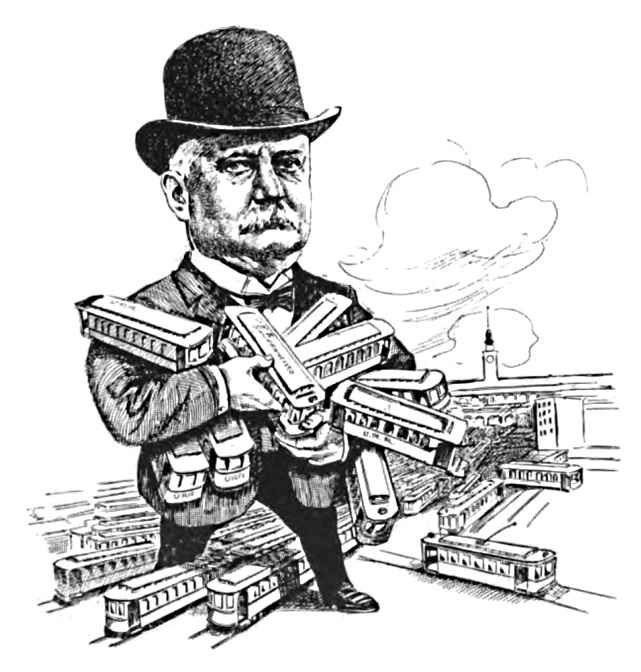
Caricatura de Calhoun de 1912, que lo representa jugando con tranvías como si fueran juguetes.

En 1900, Calhoun dejó Euclid Heights y se mudó a San Francisco, California. Fusionó los ferrocarriles de esa ciudad en una sola empresa, United Railroads of San Francisco (URR), y se convirtió en el presidente de la compañía en 1906. Luego le dio al jefe político local Abe Ruef $200,000 ($6,514,074 en dólares 2023) para permitirle construir cables eléctricos aéreos para suministrar energía a sus tranvías. Calhoun fue acusado y llevado a juicio varias veces, pero finalmente los cargos en su contra fueron desestimados cuando sus partidarios políticos ganaron el cargo.
La situación financiera personal de Calhoun se deterioró significativa y rápidamente después de 1906; afirmó que perdió $2.5 millones ($81,425,926 en dólares 2023) en el terremoto de San Francisco de 1906, y que la publicidad adversa lo había arruinado. También gastó mucho en rompehuelgas en una huelga de tranvías de 1907, e incurrió en importantes gastos legales luchando contra el sindicato de trabajadores de tranvías. En 1912, una investigación realizada por la Comisión de Ferrocarriles de California encontró que Calhoun había ocultado una pérdida de $1.2 millones ($39,084,444 en dólares 2023) en su compañía de San Francisco para mantener alto el precio de las acciones. Sus inversores lo obligaron a renunciar a la presidencia de United Railways of San Francisco en el verano de 1913.
Con 59 años, Calhoun se retiró en gran medida de los negocios. Invirtió en bienes raíces, pero todos sus esfuerzos fracasaron. Se mudó a Nueva York en 1914, donde vivió de los ingresos de su esposa e intentó restablecerse en el negocio. En 1916, fue demandado por no pagar el alquiler de su oficina y se expuso el mal estado de sus asuntos financieros. Se declaró en bancarrota el mismo año. Aunque algunas fuentes afirman que regresó al sur de California en la década de 1930 y recuperó una parte de su fortuna invirtiendo en campos petroleros, otras fuentes dicen que hay poca evidencia que sugiera que hizo estas inversiones o restauró su fortuna y que, en cambio, murió en la soledad.

## Vida personal
Calhoun se casó con Sarah Porter Williams el 4 de noviembre de 1885. La pareja tuvo ocho hijos: Martha, Margaret, Patrick, George, John, Andrew, Mildred y Sarah.
Después de que Sarah Calhoun muriera en agosto de 1928, Calhoun vivió con su hijo, John C. Calhoun, Jr. en el 2036 de San Pasqual Street en Pasadena, California. El 16 de junio de 1943, fue atropellado frente a su casa por un adolescente realizaba un carrera ilegal con otro conductor. Una de sus piernas fue amputada en el accidente y sufrió un traumatismo craneal severo.
Murió en el Huntington Memorial Hospital unas horas después. Su funeral se llevó a cabo el 19 de junio en la capilla de Turner & Stevens Funeral Home. Fue enterrado en la parcela de la familia Calhoun en el cementerio Woodland en Clemson, Carolina del Sur.